# Walter Kasper
Walter Kasper (Heidenheim an der Brenz, Alemania, 5 de marzo de 1933) es un cardenal alemán, presidente emérito del Pontificio Consejo para la Promoción de la Unidad de los Cristianos. Perteneció al Grupo de San Galo.

## Vida

### Primeros años
Fue ordenado sacerdote para la diócesis de Rottenburg-Stuttgart el 6 de abril de 1957. Obtuvo además el doctorado en teología por la Facultad de Teología de Tubinga.
Durante tres años fue asistente de Leo Scheffczyk y Hans Küng antes de recibir su "habilitación" con una tesis sobre la filosofía y la teología de la historia en la filosofía del último Schelling. Enseñó teología dogmática y fue decano de la facultad de teología en Münster y más tarde en Tubinga.

### Obispo
Fue nombrado obispo de Rottenburg-Stuttgart el 17 de abril de 1989 y recibió la consagración episcopal el 17 de junio. En 1994 fue nombrado copresidente de la Comisión Internacional para el diálogo luterano-católico. El 1 de junio de 1999 fue nombrado Secretario del Pontificio Consejo para la Unidad de los Cristianos.
Miembro de:
- Congregaciones: para la Doctrina de la Fe, para las Iglesias Orientales
- Consejos Pontificios: para la Cultura, para los Textos Legislativos, para el Diálogo Interreligioso
- Tribunal Supremo de la Signatura Apostólica
- XII Consejo Ordinario de la Secretaría General del Sínodo de los Obispos
- Consejo Especial para el Líbano de la Secretaría General del Sínodo de los Obispos

El 3 de marzo de 2001 fue nombrado presidente del Consejo Pontificio para la Unidad de los Cristianos.
Es presidente emérito del Consejo Pontificio para la Promoción de la Unidad de los Cristianos desde el 1 de julio de 2010.

### Cardenal
Fue creado y proclamado cardenal por Juan Pablo II en el consistorio del 21 de febrero de 2001, con el título de Todos los Santos en Via Appia Nuova, diaconía elevada pro hac vice a título presbiteral. Participó en los cónclaves de 2005 y 2013, siendo en este último el cardenal elector de mayor edad (había cumplido 80 años en el período de sede vacante).

## Obras
El cardenal Kasper es autor de numerosas publicaciones, ha recibido más de una veintena de doctorados honoris causa y diversas distinciones.

La bibliografía en español se estructura así:
- Dogma y palabra de Dios, ed. Mensajero, 1968. ISBN 978-84-271-0402-0
- Unidad y pluralidad en teología. Los métodos dogmáticos, ed. Sígueme, 1969.
- Fe e historia, ed. Sígueme, 1974. ISBN 978-84-301-0573-1
- El Futuro desde la fe, ed. Sígueme, 1980. ISBN 978-84-301-0795-7
- La fe que excede todo conocimiento, ed. SalTerrae, 1988. ISBN 978-84-293-0821-1
- Teología e Iglesia, ed. Herder, 1989. ISBN 84-254-1660-4
- Introducción a la fe, ed. Sígueme, 2001. ISBN 84-301-0690-1
- Sacramento de la unidad. Eucaristía e Iglesia, ed. SalTerrae, 2005. ISBN 978-84-293-1589-9
- Ecumenismo espiritual. Una guía práctica, ed. Clie, 2007. ISBN 978-84-8267-526-8
- El retorno de la religión: una conversación, con Peter Sloterdijk, ed. KRK Ediciones, 2007. ISBN 978-84-8367-062-0
- Caminos de unidad. Perspectivas para el Ecumenismo, ed. Cristiandad, 2008. ISBN 978-84-7057-533-4
- El sacerdote, servidor de la alegría, ed. Sígueme, 2009.
- Al corazón de la fe. Las etapas de una vida, con Daniel Deckers, ed. San Pablo, 2009. ISBN 978-84-285-3531-1
- Cosechar los frutos. Aspectos Básicos de la fe Cristiana en el Dialogo Ecuménico, ed. SalTerrae, 2010. ISBN 978-84-293-1853-1
- El Evangelio de Jesucristo (Obra completa vol. 5), ed. SalTerrae, 2012. ISBN 978-84-293-2045-9
- Jesús, el Cristo (Obra completa vol. 3), ed. SalTerrae, 2013. ISBN 978-84-293-2061-9
- La Iglesia de Jesucristo. Escritos de Eclesiología I (Obra completa vol. 11), ed. SalTerrae, 2013. ISBN 978-84-293-2086-2
- El Dios de Jesucristo (Obra completa vol. 4), ed. SalTerrae, 2013. ISBN 978-84-293-2114-2
- Iglesia católica. Esencia - realidad - misión, ed. Sígueme, 2013.
- El evangelio de la familia, ed. SalTerrae, 2014. ISBN 978-84-293-2172-2
- Caminos hacia la unidad de los cristianos. Escritos de ecumenismo I (Obras completas vol.14), ed. SalTerrae, 2014. ISBN 978-84-293-2176-0
- El papa Francisco. Revolución de ternura y amor, ed. SalTerrae, 2014. ISBN 978-84-293-2431-0
- Teología del matrimonio cristiano, ed. SalTerrae, 2014. ISBN 978-84-293-2231-6
- La liturgia de la Iglesia (Obra completa vol. 10), ed. SalTerrae, 2015. ISBN 978-84-293-2458-7
- La misericordia. Clave del Evangelio y de la vida cristiana,  ed. SalTerrae, 2015. ISBN 978-84-293-2507-2
- El desafío de la misericordia, ed. SalTerrae, 2015. ISBN 978-84-293-2503-4
- Martín Lutero. Una perspectiva ecuménica, ed. SalTerrae, 2016. ISBN 978-84-293-2559-1
- La teología, a debate. Claves de la ciencia de la fe (Obra completa vol. 6), ed. SalTerrae, 2016. ISBN 978-84-293-2575-1
- La unidad en Jesucristo. Escritos de ecumenismo II (Obra completa vol. 15), ed. SalTerrae, 2016. ISBN 978-84-293-2597-3
- Testigo de la misericordia, ed. Herder, 2016. ISBN 9788425438165
- Creo en la vida eterna, con George Augusin, ed. SalTerrae, 2017. ISBN 978-84-293-2639-0
- Lo Absoluto en la historia. Filosofía y Teología de la historia en el pensamiento del ultimo Schelling (Obra completa vol. 2), ed. SalTerrae, 2017. ISBN 978-84-293-2671-0
- Evangelio y Doctrina. Fundamentación de la dogmática (Obra completa vol. 7), ed. SalTerrae, 2018. ISBN 978-84-293-2690-1
- El mensaje de Amoris laetitia. Un debate fraterno, ed. SalTerrae, 2018. ISBN 978-84-293-2725-0
- La doctrina de la  tradición en la Escuela Romana (Obra completa vol. 1), ed. SalTerrae, 2018. ISBN 978-84-293-2776-2
- La alegría del Cristiano,  ed. SalTerrae, 2019. ISBN 978-84-293-2830-1
- Padre nuestro, la revolución de Jesús, ed. SalTerrae, 2019. ISBN 978-84-293-2883-7
- Jesucristo, la salvación del mundo (Obra completa vol. 9), ed. SalTerrae, 2019. ISBN 978-84-293-2875-2
- María, signo de esperanza, ed. SalTerrae, 2020. ISBN 978-84-293-2934-6
- Dios, creador y consumador (Obra completa vol. 8), ed. SalTerrae, 2021.  ISBN 978-84-293-3032-8

Ediciones
- Diccionario enciclopédico de los papas y del papado, ed. Herder, 2003. ISBN 8425422426
- Diccionario enciclopédico de historia de la iglesia, 2 tomos, ed. Herder, 2005. ISBN 8425423538
- Diccionario enciclopédico de la época de la Reforma, ed. Herder, 2005. ISBN 842542352X
- Diccionario enciclopédico de los santos, 3 tomos, ed. Herder, 2006. ISBN 8425423953
- Diccionario enciclopédico de Derecho Canónico, ed. Herder, 2008. ISBN 8425424526
- Diccionario enciclopédico de exégesis y teología bíblica, 2 tomos, ed. Herder, 2011. ISBN 9788425425561
- Dios en la pandemia. Ser cristianos en tiempos de prueba, con George Augusin, ed. SalTerrae, 2020. ISBN 978-84-293-2997-1
- Amistad Social: Claves de lectura de Fratelli Tutti, con George Augusin, ed. SalTerrae, 2021. ISBN 978-84-293-3026-7
- Dios para el Mundo, Libro homenaje a George Augustin, ed. SalTerrae, 2021. ISBN 978-84-293-3040-3
- La eucaristía, sacramento de nuestra fe, con George Augusin, ed. SalTerrae, 2021. ISBN 978-84-293-3016-8

Compilaciones
- Escritos Esenciales, ed. SalTerrae, 2018. ISBN 978-84-293-2732-8